# Liposzómás vitaminok
A liposzómás vitaminok olyan táplálék-kiegészítők, amelyek a liposzómás kapszulázási bevitel segítségével célzottan juttathatóak el a szervezet adott pontjára, így növelve a biohasznosulás mértékét.
A liposzómákat korábban kizárólag gyógyszerek célba juttatására használták, az elmúlt években egyéb anyagok szervezetbe juttatásával is kísérletezni kezdtek mesterséges membránok segítségével. Ennek köszönhetően megjelentek a piacon az olyan termékek, amelyek étrend- és táplálék-kiegészítők, illetve vitaminok szájon át történő célba juttatására használják a liposzómákat.

## Liposzómás kapszulázási technológia
A molekuláris kapszulázási technológia segítségével a vitaminokat a liposzómákhoz kötik, így biztosítják, hogy kisebb legyen a bomlás miatti veszteségük.
Az első zárt kétrétegű foszfolipid-rendszereket, melyeket ma liposzómáknak nevezünk, 1965-ben fedezték fel és szinte rögtön elkezdték kutatni annak a lehetőségeit, hogyan lehet alkalmazni őket a különféle hatóanyagok hatékony szervezetbe juttatásában.
A gyógyszeriparban is alkalmazott liposzómás kapszulázási bevitel (Liposome Encapsulated Delivery, LED) technológia lényege, hogy a liposzómák a hordozott anyag körül egy speciális membránt, lényegében egy mikroszkopikus buborékot alkotnak, így védve azt. A liposzómás kapszulázás javítja a felszívódás hatékonyságát, mivel a membrán mindaddig védi a gyógyszereket, tápanyagokat vagy vitaminokat, amíg azok el nem érik a szervezetben a kívánt helyet. Az ily módon kapszulázott hatóanyagok tehát célzottan juttathatóak el a szervezetben a kívánt pontra.

## A liposzómás vitaminok működési elve
A biológiai membránokhoz hasonlóan a mesterséges membránok, így a foszfolipidek permeabilitása is alacsony a hidrofil, illetve magas a hidrofób anyagokkal szemben. A hidrofil anyagok ugyanis eredendően lipofób, a hidrofób anyagok pedig lipofil tulajdonságokkal bírnak. A hidrofób anyagok célba juttatása liposzómák segítségével ezért még ma is kihívást jelent.
Megfelelő körülmények között a foszfolipidek természetes módon képezik a liposzómának nevezett kettős membránt. Az így képződő buborékok vízoldékony (hidrofil) közegben természetes módon megtelnek a közeget alkotó anyaggal és meg is tartják azt. Ily módon ha valamilyen vitamint tartalmazó tápanyag-készítményben jönnek létre, a kettős membrán feltöltődik ezzel a készítménnyel.
Az előállítás első lépéseként létrehoznak egy vegyületet, amely az alapvető foszfolipidekből (elsősorban foszfatidilkolin) és gyógyszerészeti minőségű nátrium aszkorbátból áll. A következő lépésben ezt a keveréket egy fúvókán keresztül permetezik magas nyomáson egy speciálisan kialakított formázólemezre. A nyomás hatására a foszfolipidek liposzómákká alakulnak.
Egyes kutatások eredményei arra utalnak, hogy a foszfatidilkolin-liposzómák segítségével a szervezetbe juttatott C-vitamin biohasznosulása akár a kétszerese is lehet annak a szintnek, amit a Nemzeti Egészségügyi Intézetek (NIH) vizsgálatai alapján korábban lehetségesnek gondoltak.